# Cheiloceps argo
Cheiloceps argo is een halfvleugelig insect uit de familie Issidae. De wetenschappelijke naam van deze soort werd voor het eerst geldig gepubliceerd in 1949 door Fennah als Thionia argo.